# Редер, Лукас
Лукас Редер (нем. Lukas Raeder; родился 30 декабря 1993 года, Эссен, Германия) — немецкий футболист, вратарь клуба «Брэдфорд Сити».

## Биография
Лукас родился 30 декабря 1993 года в городе Эссен, Германия. С 12 лет мечтал стать футболистом, а с 14 его приняли в юношескую команду.
В команде он хорошо проявлял себя на позиции вратаря.
В 19 лет его заметил главный тренер мюнхенской Баварии, и призвал юношу к себе в команду, до этого он играл в молодёжной команде «Баварии».
Лукас успел поиграть за «Эссенер 10/21», «Реллингхаузен 06», «Дуйсбург», «Рот-Вайсс» и «Шальке 04» за свою юниорскую карьеру.
В 2013 году в 19 лет перешёл в клуб «Бавария». Дебют произошёл 12 апреля 2014 года в матче против дортмундской «Боруссии», где баварцы потерпели поражение со счётом 3:0. В «Баварии» играет по номером 32.
7 июля 2014 года Лукас подписал с португальским клубом «Витория» (Сетубал) трёхлетний контракт.

## Достижения
«Бавария»
- Чемпион Германии (1): 2013/14
- Обладатель Кубка Германии (1): 2013/14
- Победитель Клубного чемпионата мира (1): 2013